# Lee-Metford

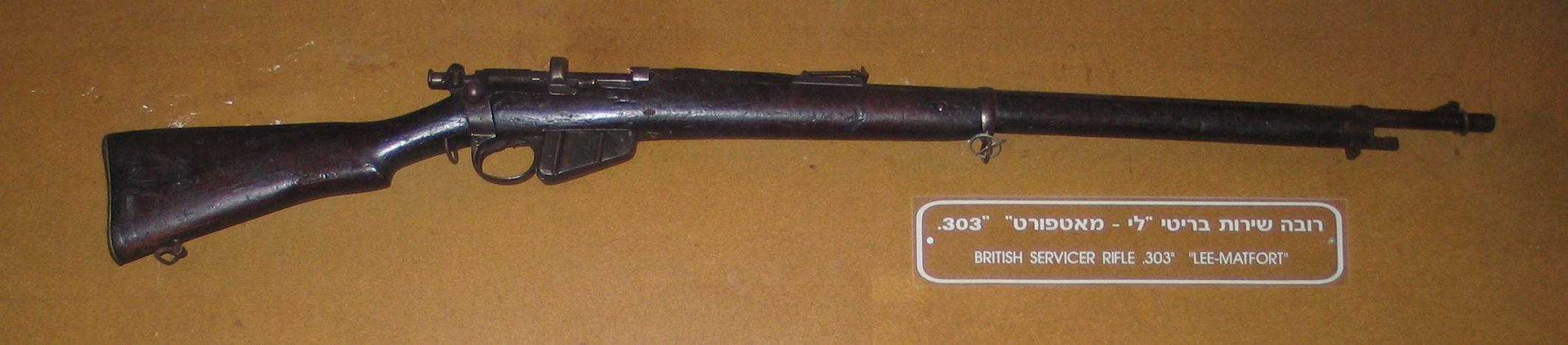
Les fusils Fusil Lee-Metford Mk II servirent lors de la seconde guerre des Boers.

Le Lee-Metford fut le premier fusil militaire à répetition de la British Army. Son nom vient des deux ingénieurs l'ayant mis au point. Il fut fabriqué par l'Arsenal royal d'Enfield. Il est adopté en 1889 et sert en première ligne jusqu'en 1895 mais il est présent  encore  au début du XXIe siècle lors des parades des Atholl Highlanders.

## Présentation
Issu de 8 ans de test, ce fusil associe un chargeur conçu par James Paris Lee à un canon rayé selon le système inventé par William Metford. Il comprend une culasse à verrou rotatif, à fût et garde-main longs, à crosse semi-droite, doté d'un chargeur par lames-chargeurs. Il chambre la première munition militaire de calibre .303 British à poudre noire.

## Variantes
Le Lee-Metford connu 2 modèles de fusils (MK 1 & MK 2) et une Carabine (MK 1) destinée aux Royal Horse Cavalry et Royal Artillery. 

## Données numériques
Lee Metford MK 1
- Encombrement (longueur/masse à vide) : 1,265 m/4,75 kg
- Canon : 81,2 cm
- Capacité : 8 cartouches

Lee Metford MK 2
- Encombrement (longueur/masse à vide) : 1,265 m/4,6 kg
- Canon : 81,2 cm
- Capacité : 10 cartouches

Carabine Lee Metford MK 1
- Encombrement (longueur/masse à vide) : 1,016 m/3,35 kg
- Canon : 52,8 cm
- Capacité : 6 cartouches